# 김주령
김주령(1976년 7월 15일 ~ )은 대한민국의 배우이다.

## 학력
- 동국대학교 연극영화학과 (졸업)

## 출연작

### 영화
- 《백수아파트》(2025년) - 지원 역
- 《늘봄가든》(2024년) - 혜란 역
- 《안녕, 내일 또 만나》(2023년) - 동준 엄마 역
- 《스마트폰을 떨어뜨렸을 뿐인데》(2023년) - 은미 역
- 《내일의 기억》(2021년) - 담당 의사 역(특별출연)
- 《도굴》(2020년) - 부동산사장님 역
- 《제인의 썸머》(2020년) - 제인 엄마 미선 역
- 《속물들》(2019년) - 김보령 역
- 《양자물리학》(2019년) - 투자자 2 역
- 《다시, 봄》(2019년) - 김 기자 역
- 《행복의 나라》(2018년) - 진선 역
- 《혜리》(2017년) - 엄마 역
- 《특별시민》(2017년) - 변캠프 대변인 역
- 《해빙》(2017년) - 미숙 역
- 《아수라》(2016년) - 김수진 역(특별출연)
- 《잠 못 드는 밤》(2013년) - 주희 역
- 《나의 PS 파트너》(2012년) - 바다거북녀 역
- 《용의자X》(2012년) - 마담 역
- 《도가니》(2011년) - 윤자애 역
- 《혜화,동》(2011년) - 화영 역
- 《나는 곤경에 처했다!》(2009년) - 순애 역
- 《핸드폰》(2009년) - 이규 모 음성 역
- 《멋진 하루》(2008년) - 소연 엄마 역
- 《날아간 뻥튀기》(2007년) - 행자 역
- 《살결》(2007년) - 재희 역
- 《극락도 살인사건》(2007년) - 열녀귀신 역
- 《예의없는 것들》(2006년) - 곱사등 여인 역
- 《어느날 갑자기 세 번째 이야기 - D-day》(2006년) - 선생 2 역
- 《눈부신 하루》(2006년)
- 《미스터 주부 퀴즈왕》(2005년) - 김 작가 역
- 《너는 내 운명》(2005년) - 방송기자 2 역
- 《호흡법, 제2장》(2004년)
- 《춘희》(2003년)
- 《살인의 추억》(2003년) - 간호사 역
- 《소름》(2001년) - 용현 모 역
- 《청춘》(2000년) - 베르테르 선배 역

### 드라마
- 《완벽한 아내》(KBS2, 2017년)
- 《크리미널 마인드》(tvN, 2017년)
- 《안단테》(KBS1, 2017년) - 영숙 역
- 《미스 함무라비》(JTBC, 2018년)
- 《SKY 캐슬》(JTBC, 2018년) - 노선혜 역
- 《하나뿐인 내편》(KBS2, 2018년) - 박미옥 역
- 《오늘의 탐정》(KBS2, 2018년) - 길채원의 신엄마 역
- 《미스터 션샤인》(tvN, 2018년) - 순헌황귀비 엄씨 역
- 《부잣집 아들》(MBC, 2018년)
- 《미스 마: 복수의 여신》(SBS, 2018년)
- 《추리의 여왕 2》(KBS2, 2018년) - 원재의 어머니 역
- 《바벨》(TV조선, 2019년) - 김명신 역
- 《으라차차 와이키키 2》(JTBC, 2019년) - 발음학원 선생 역
- 《보이스 3》(OCN, 2019년) - 권세영의 어머니 역
- 《의사요한》(SBS, 2019년) - 박현숙 역
- 《위대한 쇼》(tvN, 2019년)
- 《레버리지: 사기조작단》(TV조선, 2019년)
- 《화양연화 - 삶이 꽃이 되는 순간》(tvN, 2020년) - 성화진 역
- 《바람과 구름과 비》(TV조선, 2020년) - 주모 역
- 《시네마틱드라마 SF8 - 우주인 조안》(MBC, 2020년) - 김정원 역
- 《오징어 게임》(Netflix, 2021년) - 한미녀 역
- 《공작도시》(JTBC, 2021년) - 고선미 역
- 《조선 정신과 의사 유세풍》(tvN, 2022년) - 창성 이씨 마님 역
- 《연예인 매니저로 살아남기》(tvN, 2022년) - 김주령 역
- 《카지노》(Disney+ Hotstar, 2022년)
- 《반짝이는 워터멜론》(tvN, 2023년) - 임지미 역
- 《눈물의 여왕》(tvN, 2024년) - 그레이스 고 역
- 《플레이어 2 : 꾼들의 전쟁》(tvN, 2024년) - 여배우 역 (특별출연)

## 수상 및 후보
| 연도 | 시상식                       | 부문                                | 작품        | 결과 |
| ---- | ---------------------------- | ----------------------------------- | ----------- | ---- |
| 1999 | 전국춘향선발대회             | 정                                  |             | 수상 |
| 2005 | 인천 연극제                  | 여자연기상                          |             | 수상 |
| 2021 | 제6회 아시아 아티스트 어워즈 | 베스트 엑터상                       | 오징어 게임 | 수상 |
| 2022 | 제22회 디렉터스 컷 시상식    | 시리즈부문 올해의 새로운 여자배우상 | 오징어 게임 | 후보 |
| 2022 | 제58회 백상예술대상          | TV부문 여자 조연상                  | 오징어 게임 | 후보 |